# Chilabothrus argentum
Chilabothrus argentum — вид змій родини удавових (Boidae). Ендемік Багамських Островів. Описаний у 2016 році.

## Поширення і екологія
Chilabothrus argentum є ендеміками острова Консепшн. Вони живуть у зрілих прибережних лісах, де переважають Bursera simaruba та пальми Cocothrinax argentata. Живляться співочими і морськими птахами, молоді особини також анолісами Anolis sagrei. Ведуть нічний, деревний спосіб життя.

## Збереження
МСОП класифікує цей вид як такий, що перебуває на межі зникнення. Chilabothrus argentum загрожують урагани та підвищення рівня моря. За оцінками, популяція цього виду становить менше 1000 особин.